# Nagroda im. Wojtka Falęckiego
Nagroda im. Wojtka Falęckiego – nagroda artystyczna przyznawana od 2018 r. 
Nagroda została ustanowiona przez Ewę Łabno-Falęcką oraz Katarzynę Falęcką i ma charakter płatnego stypendium twórczego przyznawanego raz w roku, w grudniu. 
Jej celem jest pielęgnowanie pamięci po zmarłym kolekcjonerze Wojtku Falęckim. Przez pierwsze trzy edycje była przyznawana we współpracy z Krakowskim Salonem Sztuki, a od 2023 roku w jej organizację zaangażowało się Muzeum Fotografii w Krakowie.

## Historia
Patronem nagrody jest dr Wojciech Falęcki (1961–2017), który był pasjonatem sztuki współczesnej i kolekcjonerem. Fundatorkami nagrody zmarłego kolekcjonera jest żona Ewa Łabno-Falęcka oraz córka Katarzyna Falęcka.
Wojciech Falęcki urodzony w Krakowie, był absolwentem Uniwersytetu Jagiellońskiego, doktorem fizyki na Uniwersytecie w Tybindze, a także m.in. pracownik naukowy Max Planck Institut w Düsseldorfie. Był znawcą i kolekcjonerem sztuki współczesnej, jak również komentatorem polskiej sceny artystycznej. W latach 2013–2015 zasiadał w zarządzie Towarzystwa Przyjaciół Muzeum Sztuki Nowoczesnej w Warszawie. 
Nagroda jest wręczana raz w roku. Jej celem jest pielęgnowanie pamięci po zmarłym kolekcjonerze, ale też zachęcenie innych osób do wspierania polskiego rynku sztuki.

## Laureaci
Laureatem zostanie osoba działająca w Polsce na polu sztuki współczesnej, a od 2023 działająca w polu fotografii. Nagroda jest pieniężna.
2018 – Marek Chlanda
2019 – Dominika Kapusta 
2021 – Izabela Makocka i Ewelina Zając (NCHBK)
2023 – Yuriy Biley oraz wyróżnienie dla Michała Malińskiego
2024 – Mariola Przyjemska

## Jury
2023: Iris Sikking, Agata Wąsowska-Pawlik, Jarosław Suchan, Bartosz Flak, Agnieszka Olszewska oraz fundatorki: Ewa Łabno-Falęcka i Katarzyna Falęcka
2024: Magdalena Kownacka, fundatorka Ewa Łabno-Falęcka, Agnieszka Olszewska, Jarosław Suchan i Ilona Szwarc

## Logotyp
Autorką logotypu Nagrody im. Wojtka Falęckiego jest artystka Pola Dwurnik.